# Contea di DuPage
La contea di DuPage (in inglese DuPage County) è una contea dello Stato dell'Illinois, negli Stati Uniti. La popolazione al censimento del 2010 era di 916 924 abitanti. Il capoluogo di contea è Wheaton.

## Geografia
Secondo il censimento del 2010, la borgata ha una superficie totale di 50,93 miglia quadrate (131,9 km²), di cui 49,56 miglia quadrate (128,4 km²) (o 97,31%) è terra e 1,36 miglia quadrate (3,5 km²) (o 2,67%) è acqua.